# 米基·桑尼維特

米基·桑尼維特（Mike Zonneveld，1980年10月27日—），荷蘭足球運動員，司職後衛。
桑尼維特是一個多用途的左腳球員，他勝任左後衛，左中場或左邊鋒。他在阿積士青年隊開始他的職業生涯，後來轉到前進鷹隊、NEC奈梅亨和布雷達，然後在2007年夏天加盟燕豪芬。2009年夏天，燕豪芬同意借出桑尼維特予格羅寧根一年及優先購買權。他將接替離隊的利夫真高。
在他的第一個賽季，他與埃因霍溫填補米高波爾留下的缺口前，穿著5號球衣。在2008-2009賽季，比捷及比達斯加盟，他更可能推前至左中場，這在迪祖薩克很大程度上同意進行。
在格羅寧根，他很可能擔任左中場，取代利夫真高。桑尼維特是若羅致芬蘭中場史巴夫失敗的後補，2008年1月，格羅寧根與PSV主席Reker接觸，希望借用桑尼維特至季尾。原先格羅寧根不想支付租借費，因為它的金額是太高。一天後，格羅寧根和燕豪芬達成協議和桑尼維特成為格羅寧根的球員。